# 耶里肖地区县
耶里肖地区县（德語：Landkreis Jerichower Land）是德国萨克森-安哈特州东北部的一个县，首府布尔格。

## 地理
耶里肖地区县西北面和北面与施滕达尔县，东北面与勃兰登堡州的哈弗尔兰县，东面与勃兰登堡州的波茨坦-米特尔马克县，南面与安哈尔特-比特费尔德县，西南面与萨尔茨兰县和马格德堡市，西面与伯尔德县相邻。